# 2018 Schuster
2018 Schuster (1931 UC) là một tiểu hành tinh vành đai chính được phát hiện ngày 17 tháng 10 năm 1931 bởi K. Reinmuth ở Heidelberg.